# Ludwig Cohn (Zoologe)

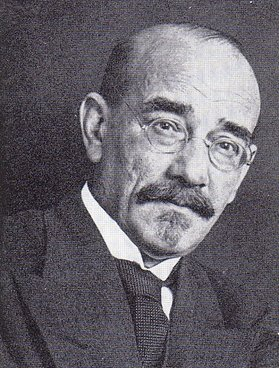
Ludwig Cohn, um 1930

Ludwig Cohn (* 4. Februar 1873 in St. Petersburg; † 15. Juni 1935 in Bremen) war ein deutscher Zoologe und Forschungsreisender in Neuguinea.

## Leben und Werk
Cohn wurde als Sohn von Theodor Cohn und seiner Frau Emma, geb. Günzberg geboren. Er studierte zunächst in St. Petersburg und ab 1983 in Königsberg i. Pr. und promovierte zum Dr. phil.
Er war seit 1904 Zoologischer Assistent am „Städtischen Museum für Natur-, Völker- und Handelskunde“ (heute: Übersee-Museum) in Bremen, ab 1920 Leiter der Abteilung Naturkunde. Im Auftrag des Museums unternahm er zwei Forschungs- und Sammelreisen nach Neuguinea.
Auf seiner ersten Südseereise 1908/09 besuchte er die Salomonen. Zusammen mit dem Kapitän und hervorragenden Südseekenner Karl Nauer (Anmerkung) forschte Cohn auf der Insel Buka und dem Ort Toboroi auf der Insel Bougainville sowie auf der Insel Tijob. Cohn und Nauer sammelten hunderte Objekte, darunter ganze Häuser, wie z. B. ein Junggesellenhaus aus Tijob und ein Familienwohnhaus aus Toboroi, die bei der Eröffnung der Südsee-Ausstellung des Museums im Jahr 1911 zentrale Schauobjekte waren.

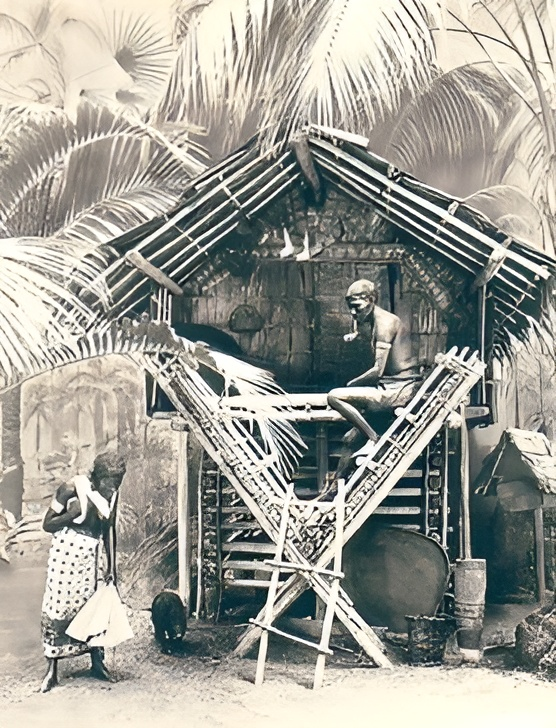
Verkleinerter Nachbau eines Pfahlhauses aus dem Ort Toboroi auf der Insel Bougainville (Salomonen) im Überseemuseum Bremen

Die zweite Reise unternahm Cohn 1912/13 auf die Admiralitätsinseln. Auch hier sammelte er viele ethnologische und zoologische Objekte, beispielsweise mehrere Serien von kunstgewerblichen Schnitzereien.
Da er jüdischer Herkunft war, war er bereits ab April 1933 antisemitischen Anfeindungen aus der Bremer Wissenschaftsbehörde ausgesetzt. Als Kriegsteilnehmer und 'Altbeamter' wurde er gemäß der Ausnahmeregelung im Gesetz zur Wiederherstellung des Berufsbeamtentums jedoch nicht entlassen. Ob er wie im Museumsführer dargestellt tatsächlich die damalige Dauerausstellung zur Stammesgeschichte und Rassen des Menschen konzipiert hat, bleibt umstritten.
Ein großer Teil der Sammlung Cohn im Überseemuseum ging im Laufe des Zweiten Weltkriegs verloren.